# 10e bataillon parachutiste de chasseurs à pied
Cette page se comprend mieux après la lecture de 10e bataillon de chasseurs à pied.
Le 10e BPCP est un bataillon de chasseurs à pied ayant eu de façon temporaire une spécialité d'unité parachutiste avec laquelle elle a combattu en Indochine au début des années 1950.

## Création et différentes dénominations
- Création des dix premiers bataillons de chasseurs, dont le 10e bataillon de chasseurs à pied, en 1840
- Démobilisation du 10e BCP en 1940
- Reformation du 10e BCP le 1er octobre 1946.
- Le 10e BCP devient le 10e BPCP (bataillon parachutiste de chasseurs à pied) le 1er mai 1947.
- Le 10e BPCP devient le 10e GPCP (groupement parachutiste de chasseurs à pied) le 1er octobre 1950.
- Le 10e GPCP redevient le 10e BPCP le 1er mars 1951.
- Dissolution du 10e BPCP le 31 août 1952.
- Reformation en 1954 du 10e BCP dissout en 1964
- Reformation en 1973 à Monswiller en tant qu'unité de réserve. Il est dérivé du Centre mobilisateur N° 172 (CM 172) et fait partie de la Division de franchissement du Rhin. Il est de nouveau dissous en 1997.

## Historique des garnisons, campagnes et batailles
Cet historique ne concerne que la période de spécialisation parachutiste du 10e BCP.

### Maroc
Sous les ordres du capitaine Proudhon, le 14 septembre 1946, arrive au Maroc un détachement constitué à partir des 1re, 5e et 7e demi-brigades de chasseurs. Le 10e BCP (10e bataillon de chasseurs à pied) est officiellement créé le 1er octobre, au camp Deslandes à Ouezzane (Maroc) à partir de cet élément précurseur. Le commandant Ollion en prend officiellement le commandement fin novembre.
Rattaché au 1er régiment de choc le 22 janvier 1947, il devient le 10e BPCP (10e bataillon parachutiste de chasseurs à pied) le 1er mai 1947 et constitue, avec les 1er et 2e BPC (bataillon parachutiste de choc), le troisième bataillon de la 42e demi-brigade parachutiste du groupement aéroporté no 2 (GAP 2) de la 25e DAP.

### Algérie
À la dissolution du GAP no 2, le 15 juillet 1948, le 10e BPCP est rattaché à la 41e brigade parachutiste à Philippeville avec les 1er et 3e bataillons du 1er RCP qui rentrent d'Indochine.

### Indochine
Désigné pour remplacer le 2e bataillon du 1er RCP qui doit rentrer d'extrême orient, il voit son contingent d'appelés remplacé par des hommes en provenance de toutes les unités parachutistes. Il embarque à bord de l'Athos II à Bizerte, en Tunisie, le 9 août 1950 et arrive à Saïgon le 7 septembre. L'unité, commandée par le chef de bataillon Michel depuis août 1949, compte alors 495 hommes répartis dans 4 compagnies.
Affecté au GLAP (groupement léger aéroporté), le bataillon rejoint Hanoï au Tonkin à partir du 10 septembre où il restera affecté jusqu'à son retour en métropole. Le 1er octobre, il change de dénomination pour devenir le 10e GPCP et reçoit en renfort la compagnie de marche du 1er RCP. Sa constitution et son encadrement sont alors les suivants :
- compagnie de commandement (CCB) - Lieutenant Goria - 220 hommes;
- groupe de commandos du capitaine Renault - 202 hommes;
- groupe de commandos du capitaine Laurens - 202 hommes;
- groupe de commandos indochinois du capitaine d'Harcourt - 195 hommes[3].

Jusqu'à la fin de l'année 1950, le 10e GPCP opère principalement dans le delta tonkinois (Thai Binh, Phat Diem, Phu-To).
Le 10e chasseur gagne sa première citation, à l'ordre de l'Armée, à Vinh Yen en janvier 1951. Pour son action, son fanion est décoré de la croix de guerre des TOE. Le 6 octobre, le 10e saute pour dégager le poste de Nghia Lo.
Entre-temps le bataillon a repris sa dénomination d'origine le 1er mars 1951. Ses 3 compagnies portent les numéros 19, 20 et 10e CIP.
En 1952, le bataillon est incorporé au Groupe Mobile no 4 du colonel Vanuxem avec lequel il opère sur la Route Coloniale no 1 vers Bacninh.
À sa dissolution, le 31 août 1952, tandis qu’une partie du bataillon rentre en Métropole les effectifs non rapatriables aident à la formation du 3e BPVN. Durant le conflit, l'unité a perdu 59 tués dont 4 officiers.

## Traditions

### Devise
Faire face toujours.
Cette devise, inscrite sur le fanion et sur l'insigne du bataillon, fut adoptée par le chef de bataillon Gouvello en septembre 1936. Elle remplace la précédente qui était : Le premier à l'attaque, le dernier à la retraite.

### Insignes
Le 10e BPC conserve l'insigne de 1932 qui comprend un corps de chasse, symbole des chasseurs, une croix de Lorraine et une licorne dressée rappelant respectivement les armoiries de Saint-Dié et de Saverne où il fut en garnison entre 1873 et 1914 et entre 1922 et 1939.

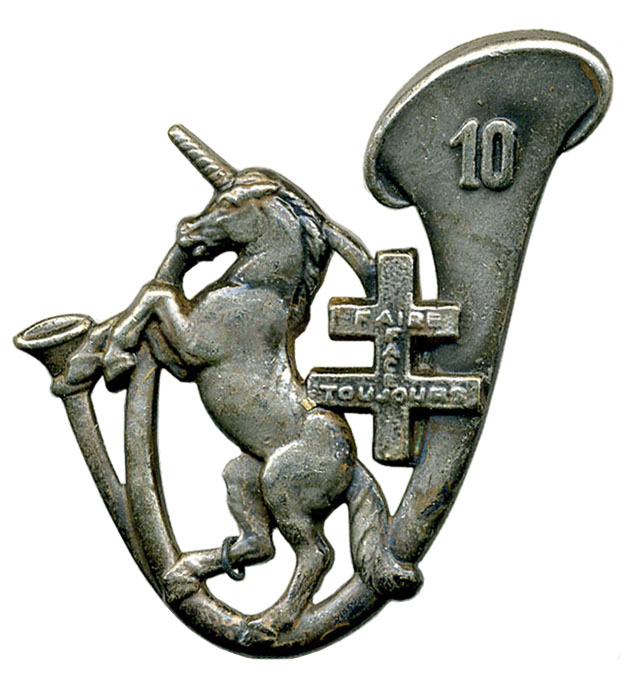
Insigne du 10e BCP.
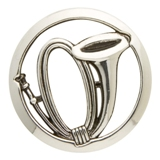
Insigne de béret des chasseurs.
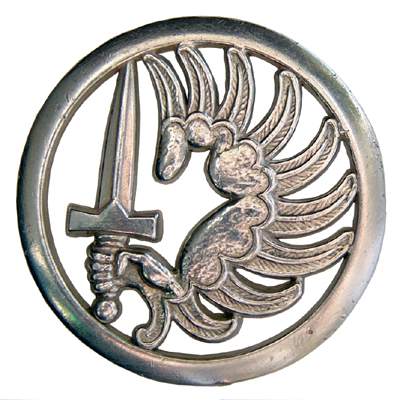
Insigne de béret des parachutistes.
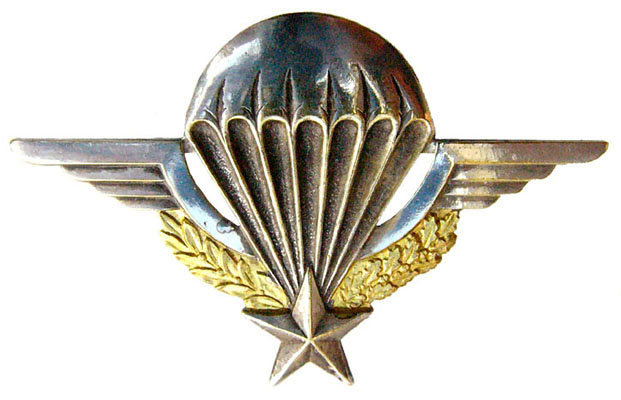
Brevet Parachutiste.

Un second insigne, inspiré du logo figurant sur du papier à lettres et commercialisé par une société américaine, ne fut jamais porté par les hommes du bataillon.

### Drapeau et fanion
Comme tous les bataillons du corps des Chasseurs à pied, le 10e BCP ne possède pas de drapeau propre mais partage le drapeau unique des Chasseurs.
Il possède néanmoins, comme les autres bataillons, un fanion. Le 10e BCP reçoit son fanion à Bougie (Algérie) le 13 janvier 1949.
Il porte, cousues en lettres d'or dans ses plis, les inscriptions suivantes:
- Indochine 1950-1952

### Décorations
Il reçoit des mains de de Lattre la croix de guerre des Théâtres d'opérations extérieurs avec palme le 14 juillet 1951 à Hanoï. Il obtient la fourragère et sa seconde citation après sa dissolution.

## Chefs de corps
- 11/1946 - 08/1949 : commandant Ollion.
- 08/1949 - 12/1949 : commandant Buchoud.
- 12/1949 – 02/1951 : commandant Michel.
- 02/1951 – 03/1952 : capitaine Weil[8].
- 03/1952 – 08/1952 : capitaine Chaudrut[9].

## Faits d'armes faisant particulièrement honneur au bataillon
- 8 août 1951 à Nhu Tinh (région de Ninh Giang)
- 5 octobre 1951 parachuté à Nghia Lo
- 10 décembre 1951 parachuté sur Phat Diem
- Son plus grand fait d'armes est la bataille de Vinh Yen en janvier 1951.

## Personnalités ayant servi au sein du bataillon
Capitaine Guy Mengin Lecreulx

## Sources et bibliographie
- Paul Gaujac et Bureau de production littéraire, Histoire des parachutistes français, Société de production littéraire, 1975 (OCLC 1849527, lire en ligne).
- Jacques Sicard, 10e bataillon parachutiste de chasseurs à pied, 1946-1952, revue Militaria Magazine no 176, pages 52 à 58.